# Cohesina

Estructura de la cohesina, constituida por un damero de proteínas SMC: SMC1 y SMC3; y dos proteínas auxiliares: Scc1 y Scc3.

La cohesina es un complejo de proteínas involucrado en la cohesión de las cromátidas hermanas durante la metafase, la recombinación homóloga y la formación de bucles de ADN. Es uno de los complejos proteicos responsables de mantener la estructura de los cromosomas. La cohesiona se compone de las proteínas SMC1, SMC3, Scc1 y Scc3 (SA1 y SA2 en humanos). Tras la replicación del ADN, la cohesina mantiene las cromátidas hermanas unidas hasta la anafase, cuando la retirada de la cohesina provoca su separación. El complejo proteico tiene forma de anillo, el cual se cree que envuelve a las cromátidas hermanas para unirlas. La cohesina es un miembro de la familia de  complejos de proteínas SMC, que incluye la condensina, MukBEF y SMC-ScpAB.
La cohesina se descubrió por separado en levadura en división (Saccharomyces cerevisiae), tanto por Douglas Koshlandcomo por Kim Nasmyth en 1997.

## Estructura

Modelos de la estructura de las proteínas SMC y la cohesina

La cohesina es un complejo proteico constituido por múltiples subunidades, SMC1, SMC3, RAD21 y SCC3 (SA1 o SA2 en humanos). SMC1 y SMC3 son miembros de la familia SMC (Structural Maintenance of Chromosomes en inglés). Las proteínas SMC tienen dos características principales: un dominio principal de unión a ATP tipo cassette con actividad ATPasa (formado por la interacción de los extremos N- y C-terminal) y un dominio bisagra que permite la dimerización de las proteínas SMC. Ambos están conectados entre sí por largos bucles antiparalelos. El dímero está presente en forma de V, unido por las bisagras.
El dominio del extremo N-terminal de RAD21 contiene dos hélices alfa que forman un paquete de tres hélices con el bucle enrollado de SMC3. Se cree que la región central de RAD21 se encuentra extensamente desestructurada pero contiene varios sitios de unión para factores reguladores de la cohesina. Esto incluye un sitio de unión para SA1 o SA2, motivos de reconocimiento para el anclaje de separasas y una región de unión competitiva de PDS5A, PDS5B o NIPBL. El dominio del extremo C-terminal de RAD21 forma una hélice alada que se une a dos láminas beta en el dominio principal de Smc1.
Una vez que RAD21 se une a las proteínas SMC, SCC3 también puede asociarse a RAD21. Cuando esta se une tanto a SMC1 como a SMC3, el complejo de la cohesina forma una estructura de anillo cerrado. Las interfaces entre las subunidades SMC y RAD21 pueden abrirse para permitir el paso del ADN adentro y afuera del anillo de la cohesina.
Se encuentran disponibles las estructuras de muchas de las subunidades y sus interfaces. Sin embargo, la estructura del complejo completo de la cohesina no se ha resuelto aún. Nuestro conocimiento sobre la conformación de la cohesina viene principalmente de la microscopía electrónica. Estos estudios han revelado múltiples conformaciones de la cohesina, incluyendo anillos, extremos alargados y más recientemente en conformaciones plegadas. No se conoce qué conformación es la predominante dentro de la célula y si algunas pueden inducirse mediante preparación muestral.

## Función
El complejo de la cohesina regula múltiples procesos celulares vitales, tales como:
1. Cohesión de las cromátidas hermanas durante la mitosis y meiosis. La cohesina mantiene las cromátidas hermanas conectadas entre sí durante la metafase, asegurando que durante la división celular, cada cromátida hermana se segrega hacia los polos opuestos. Sin cohesina, la célula sería incapaz de controlar la segregación de las cromátidas hermanas, ya que no habría manera de asegurar si la fibra del huso unida a cada cromátida es de un polo diferente.[16][17] En el momento de la separación de cromátidas en anafase, la cohesina es destruida por la separasa que anteriormente se encontraba inhibida por la securina. En la anafase, el APC/C (Complejo Promotor de Anafase) marca la securina para la degradación. Cuando ésta es destruida, la separasa entra en su forma activa degradando la cohesina que mantiene unidas las cromátidas y así permite su separación hacia las células hijas. La regulación de este proceso se da por medio de la proteína Cdc20, que al unirse al complejo promotor de la anafase lo convierte a su forma activa capaz de marcar las securinas para degradación.[18] Otras proteínas también regulan este proceso en células de mamíferos junto con la cohesina, tales como PDS5A, PDS5B, NIPBL y ESCO1.[17]
2. Ensamblaje del huso acromático bipolar durante la mitosis. La cohesina permite la unión de los microtúbulos del huso acromático y de los cinetocoros hermanos a los cromosomas. Esto está estrechamente relacionado con la correcta segregación de las cromátidas hermanas hacia los dos polos del huso. La desregulación de este proceso provoca la separación prematura de los cromosomas y formación de husos multipolares.[19][20]Las proteínas Shugoshin 1 (o SGO1), Rae1 y NuMA se asocian con la cohesina en este proceso.[21][22]
3. Control y reparación del ADN. La cohesina participa en la reparación de roturas de doble cadena en el ADN mediante recombinación homóloga, donde la cromátida hermana sirve de molde para la reconstrucción de la secuencia.[23]
4. Recientemente se han descubierto nuevas funciones de la cohesina en múltiples procesos celulares. La cohesina se ha identificado como responsable de la regulación de la transcripción, la reparación de daños en la doble hebra del ADN, la condensación de los cromosomas, el apareamiento de cromosomas homólogos durante la meiosis I, la mono-orientación de los cinetocoros hermanos durante la meiosis I, el acoplamiento de centrómeros no homólogos, la arquitectura de los cromosomas y su redistribución, la replicación del ADN etc.[24]